# Dichroizm kołowy
Dichroizm kołowy – zjawisko polegające na różnej absorpcji przez substancje światła spolaryzowanego kołowo prawoskrętnie i lewoskrętnie. Dichroizm kołowy może występować w widmach oscylacyjnych w obszarze widmowym podczerwieni (jest to tzw. wibracyjny dichroizm kołowy, ang. vibrational circular dichroism, VCD) lub w widmach elektronowych w obszarze widmowym widzialnym i nadfiolecie (jest to tzw. elektronowy dichroizm kołowy, ang. electronic circular dichroism, ECD). Samym terminem dichroizm kołowy określa się na ogół elektronowy dichroizm kołowy.
Dichroizm kołowy wykazują substancje optycznie czynne (chiralne). Substancje nieczynne optycznie (achiralne) mogą wykazywać zjawisko dichroizmu kołowego pod wpływem zewnętrznego pola magnetycznego – zjawisko to znane jest jako magnetyczny dichroizm kołowy (ang. magnetic circular dichroism, MCD). 
Dichroizm kołowy powoduje zmianę polaryzacji światła z liniowej na eliptyczną.
Zjawiskiem powiązanym z dichroizmem kołowym jest dyspersja skręcalności optycznej.